# Belaja (Kuban)
Belaja (rus. Бе́лая; adigejski: Шъхьагуащэ, Ŝhagwaśæ) je rijeka u Republici Adigeji i Krasnodarskom kraju u Rusiji. Lijevi je pritok Kubana u koji se ulijeva u akumulacijskom jezeru Krasnodar. Rijeka je duga 265 km, s porječjem od 5,990 km2. Ima svoje izvore na glavnom vododjelnici Kavkaskog gorja. U gornjem toku je tipična planinska rijeka, koja teče kroz duboke kanjone, dok je u donjim dijelovima nizinska rijeka sporog toka.
Njegovi glavni pritoci su, od izvora do ušća, Kiša (desni), Dah (desni), Kurdžips (lijevi) i Pšeha (lijevi). Nekoliko gradova i mjesta nalazi se duž rijeke, uključujući Majkop i Belorečensk.

## Vanjske poveznice
|  | Zajednički poslužitelj ima još gradiva o temi Belaja (Kuban) |